# 小谷敦
小谷 敦（おだに あつし、1969年 - ）は日本の総務官僚。岡山県副知事。
総務省時代に自治行政局選挙部政治資金課長などを務めた。

## 来歴
京都府出身。東京大学法学部卒業。1993年 自治省入省。阪神・淡路大震災の数か月後に消防庁総務課勤務となり、防災体制の見直しなどに取り掛かった。
1993年7月：秋田県総務部財政課、1995年4月：消防庁総務課、1996年9月：自治省行政局選挙部選挙課勤務。
1999年4月 徳島市財政部長兼理事。建設省が進める吉野川可動堰建設計画の住民投票があり、財政運営や議会対応以外に住民投票を巡る議論にも深く関わることとなった。2001年7月：総務省総合通信基盤局電気通信事業部高度通信網振興課長補佐。2002年8月：総務省総合通信基盤局電気通信事業部事業政策課長補佐。2006年4月 兵庫県企画管理部企画調整局財政課長。2008年：総務省自治財政局地方債課理事官。2009年：内閣官房地域活性化統合事務局企画官。
2012年4月1日 高知県総務部長。2015年4月1日：内閣官房内閣参事官（内閣官房副長官補（事態対処・危機管理担当）付）。2018年1月1日：総務省大臣官房付 兼 内閣府地方創生推進事務局参事官（構造改革特区担当） 兼 内閣府政策統括官（経済財政運営担当）付。
2019年7月5日 消防庁国民保護・防災部防災課長兼総務省自治行政局地域政策課兼厚生労働省医政局兼厚生労働省健康局。2020年7月20日 総務省自治行政局選挙部政治資金課長。2021年7月6日 岡山県副知事。
地方行政や危機管理分野での経験が豊富といわれている。